# Padang Sari (Buay Runjung)
Padang Sari is een bestuurslaag in het regentschap Ogan Komering Ulu Selatan van de provincie Zuid-Sumatra, Indonesië. Padang Sari telt 566 inwoners (volkstelling 2010).